# فياتشيسلاف يانوفسكي
فياتشيسلاف يانوفسكي (مواليد 24 أغسطس 1957) هو ملاكم بيلاروسي، مثّل بلاده في الألعاب الأولمبية الصيفية 1988 وحقق الميدالية الذهبية في فئة وزن الوالتر الخفيف.

## روابط خارجية
فياتشيسلاف يانوفسكي على موقع بوكس ريك (الإنجليزية) (registration required)
- فياتشيسلاف يانوفسكي على موقع أوليمبيديا (الإنجليزية)